# Blauwborstbijeneter
De blauwborstbijeneter (Merops variegatus) is een vogel uit de familie Meropidae (bijeneters).

## Verspreiding
Deze soort komt voor in Afrika van Nigeria tot Angola en oostelijk Afrika. Er worden drie ondersoorten onderscheiden:
- M. v. loringi: van zuidoostelijk Nigeria en Kameroen tot Oeganda en westelijk Kenia.
- M. v. variegatus: van Gabon tot centraal Congo-Kinshasa en noordelijk Angola.
- M. v. bangweoloensis: oostelijk Angola tot zuidoostelijk Congo-Kinshasa, Zambia en westelijk Tanzania.

## Status
De grootte van de populatie is niet gekwantificeerd maar de soort wordt omschreven als algemeen in geschikt habitat. Op de Rode lijst van de IUCN heeft deze soort de status niet bedreigd.